# Humberto Donoso
Humberto Donoso Bertolotto (Arica, 1938. október 9. – 2000. május 4.) chilei válogatott labdarúgó. 

## Pályafutása

### Klubcsapatban
1959 és 1966 között az Universidad de Chile csapatában játszott. 1967 és 1968 között az Unión Española játékosa volt.

### A válogatottban
1963 és 1966 között 14 alkalommal szerepelt a chilei válogatottban. Részt vett az 1966-os világbajnokságon.

## Sikerei, díjai
Universidad de Chile
- Chilei bajnok (5): 1959, 1962, 1964, 1965, 1967